# A tűz és jég dala világa
George R. R. Martin A tűz és jég dala regényeinek története egy kitalált világban játszódik a központi Westeros és a keletre fekvő Essos földrészén. A regényekben  a fő háborús szál mellett részletesen bemutatásra kerül a birodalom különböző területeinek jellegzetessége és az ott élő emberek szokásai és hiedelmei.

## Westeros Hét Királysága
George R. R. Martin világában három kontinens található, Westeros, Essos és Sothoryos, valamint feltételezik egy negyedik kontinens, Ulthos létezését.. Westeros a hatalmas Essos kontinenstől nyugatra helyezkedik el, a két földrészt a Keskeny-tenger választja el egymástól. A kontinens két részre osztható, az északi rész jóval ritkábban lakott, mint a déli terület. Északon található egy ismeretlen nagyságú terület, melyet a Fal választ el a királyság többi részétől.
Westeroson korábban hét önálló királyság volt, ezek a Targaryenek uralmával egyesültek és azóta a Hét Királyság királya, a Vastrón birtokosa uralja a birodalmat Királyvárból. A Trónok harca cselekményének kezdetén kilenc nagyobb régióra osztható a birodalom területe, ezek egy-egy nevesebb család birtokában vannak.
A birodalom kilenc régiója:
|   | Régió neve   | Uralkodócsalád  | Logo | Központja     |
| - | ------------ | --------------- | ---- | ------------- |
| 1 | Észak        | Stark-ház       |      | Deres         |
| 2 | Vas-szigetek | Greyjoy-ház     |      | Pyke          |
| 3 | Folyóvidék   | Tully-ház       |      | Zúgó          |
| 4 | Arryn Völgye | Arryn-ház       |      | Sasfészek     |
| 5 | Nyugat       | Lannister-ház   |      | Casterly-hegy |
| 6 | Síkvidék     | Tyrell-ház      |      | Égikert       |
| 7 | Koronaföldek | Vastrón királya | -    | Királyvár     |
| 8 | Viharvidék   | Baratheon-ház   |      | Viharvég      |
| 9 | Dorne        | Martell-ház     |      | Napdárda      |

### Az Észak

Deres várának ábrázolása a Trónok harca című sorozatban

Észak területe a legnagyobb az egész királyságban, de zord időjárása miatt ritkán lakott. Délen a Nyak nevű földszoros, északon az Új Adomány, keleten a Reszkető-tenger, nyugaton pedig a Napnyugati-tenger határolja. Két főbb folyója van, az egyik a Fehér Tőr, a másik pedig a Végső folyó. A régióhoz három sziget tartozik, a Medve-sziget, Skane szigete valamint Skagos, mely csak névleg áll Észak irányítása alatt.
Deres, a Stark-ház ősi székhelye, egy nagy várkastély Észak közepén. Alatta fekszik a Téli város. A lakosság döntő többsége az Elsők leszármazottja, vallásukban még a Régi Isteneket követik. A kivételek közé tartozik a fehérrévi Manderly-ház, akiket a Síkvidékről száműztek és így váltak a Stark-ház hűbéreseivé, de megtartották a Hét hitét.
Az északon született fattyúkat a Havas családnévvel látják el.

### Vas-szigetek
Westeros nyugati partjai mentén találhatóak a Vas-szigetek, hét nagyobb és számos kisebb szigetből áll a szigetcsoport: Nagy-Wyk, Ó-Wyk, Pyke, Harlaw, Orkmont, Blacktyde és Sódárda. A terület névadója feltételezhetően a szigeteken megtalálható vasérc. A szigeteket Pykeról a Greyjoy-ház uralja akiket Aegon hódítása után maguk közül választottak a vasemberek.
A szigetek lakói a vasemberek, magukat "vas szülötteinek" nevezik. Saját vallással rendelkeznek, a Vízbefúlt Istent követik. Rendkívül durva, makacs emberek, jellemzően tengeri fosztogatásikról híresek. A Vas-szigeteken született fattyúkat a Pyke családnévvel látják el.

### A Folyóvidék
A Folyóvidék a Hét Királyság központi régiója, mely a Háromfolyó és a Feketevíz folyók ágai között fekvő terület. Északon a Nyak, keleten és nyugaton hegységek határolják. A terület termények és sűrűn lakott. Közvetlenül a hódítás előtt a terület a Vas-szigetek uralma alatt állt így a Folyóvidéket jelenleg Zúgóból irányító Tully-ház tagja sosem voltak királyok.
Ezen a területen született törvénytelen gyerekeket a Folyami családnévvel látják el.

### Arryn Völgye
Arryn Völgyét a Hold-hegység veszi körül, emiatt különösen jól védhető terület, a zord időjárás miatt csak nyáron lehet megközelíteni a csúcson található várkastélyt, Sasfészket. Az Arryn-ház uralkodik a völgyben, fennhatóságuk alá tartozik még az Ujjak területe is, mely négy, a tengerbe kinyúló félsziget.
A Völgyben született fattyúkat a Szikla családnévvel látják el.

### A Nyugatföldek
Westeros nyugati területeit nevezik így, a Folyóvidéktől nyugatra. Keleten a Folyóvidék, északon a Vasember-öböl, nyugaton az óceán, délen pedig a Síkvidék határolja. A Nyugatföldek területén főképp hegyek és dombságok találhatóak, a legnagyobb a Casterly-hegy. Casterly-hegy igen gazdag aranyban, a tőle délre található Lannisrév, a nyugati part legnagyobb kikötője. Ezen területhez tartozik a Szép-sziget is. A Nyugatföldeken ered a Sziklazúzó és a Fekete-víz folyó.
A Nyugatföldeket évezredek óta Casterly-hegy Lannisterei uralják. Az itt született törvénytelen gyerekek a Hegyi nevet kapják.

### A Síkvidék
Síkvidéknek nevezik az égikerti Tyrell-ház uralma alatt álló területeket. A régió legfontosabb folyója a Mander, mely Égikertet is keresztülszeli, illetve itt található Westeros legrégebbi városa és a Hit egykori székhelye, Óváros is. Ez Westeros leggazdagabb, legnépesebb és legtermékenyebb területe.A Síkvidéket a lovagság otthonának is tekintik,ezen a helyen tisztelik legjobban a lovagokat, és itt a legszigorúbbak a a szabályok a lovagi tornákkal kapcsolatban is. A hódítás előtt a területet a Gardener-ház tagjai uralták, mint a Síkvidék királyai.
A Síkvidéken született fattyúkat a Virágos családnévvel látják el.

### A Koronaföldek

Királyvár ábrázolása a Trónok harca című sorozatban

A Koronaföldek azok a területek, melyek fölött közvetlenül a Hét Királyság királya uralkodik. Központja Királyvár, ide tartoznak még a közeli várkastélyok, a Királyerdő, valamint az összes terület a Királyi úttól keletre, és Hullámtörő valamint Sárkánykő szigete is.
Királyvár a birodalom fővárosa, a Feketevíz-folyó északi partján fekszik, lakosainak száma mintegy 500.000 fő. A Vörös Erőd a város királyi várkastélya, Aegon hegyén található, építése I. Aegon uralkodása alatt kezdődött. A Vörös Erődön belül található Maegor Erődje, itt lakik a király család. A Segítő tornyában lakik a király főtanácsosa, a Király Segítője. A Nagycsarnokban található a Vastrónus, amely I. Aegon idején készült, a király összes legyőzött ellenfelének kardjából kovácsolták össze.
Az itt született fattyúk a Vizes családnevet kapják.

### A Viharföldek
A Viharföldek Királyvártól délre, a Dorne-tengertől északra, valamint a Síkvidéktől keletre helyezkedik el, keleti határa a Keskeny-tenger. A régióhoz tartozik Tarth szigete is, valamint a számos kisebb sziget a Dorne-tengerének északi részéről. Nevében is látszik, hogy ez a terület Westeros legviharosabb régiója.
Legnagyobb várkastélya Viharvég, mely most a Baratheon-ház kezében van, akik a hódítás során szerezték meg azt a Durrandon-háztól miután Orys Baratheon feleségül vette az utolsó Viharkirály lányát, Argella Durrandont. Ezen a területen született fattyúkat a Viharos családnévvel látják el.

### Dorne
Dorne a Hét Királyság legdélebbi régiója, és Westeros legmelegebb területe, itt található a kontinens egyetlen sivataga. Három fontosabb folyója a Zöldvér, a Torentine és a Brimstone.
Dorne népe külsőleg és kulturálisan is igen különböző Westeros többi lakosától, mivel részben a Rhoyniaktól származnak. A legfontosabb különbség, hogy itt a leánygyermekek is örökölhetik apjuk után a címeket, így Dorne-nak több női uralkodója is volt már. Dorne volt az egyetlen olyan királyság Westeroson, amit Aegonnak nem sikerült meghódítania, I.Daeron Targaryen bár meghódította, de megtartani nem sikerült neki. Végül II. Daeron Targaryen csatolta a birodalomhoz miután elvette Dorne hercegének lányát. Így tehát házasság útján csatlakozott a Hét Királysághoz és sok különleges jogot megtarthatott, emiatt a Martellek továbbra is mint hercegek uralják a területet.
Három főbb dorne-i népcsoportot különböztetnek meg:
- a sós dorne-iak, akik a tengerpart mentén élnek, és általában alacsony, vékony, fekete bőrű és hajú emberek.
- a homoki dorne-iak a sivatagok és a folyók mentén élnek, a bőrük sötétbarna, és általában valamiféle fejkendőt viselnek, hogy védjék magukat a Nap égető sugaraitól.
- a kövi dorne-iak, akik a Vörös hegység hegyei közt élnek, magas és jóképű emberek, világos bőrük és szőke vagy barna hajuk van.

A Dorne-ban született törvénytelen gyerekeket a Homoki családnévvel látják el.

## Népek, közösségek és csoportok

A Makulátlanok ábrázolása a Trónok harca című sorozatban

A történetben szereplő fontosabb népek, közösségek:
- Makulátlanok: Szigorúan képzett, rabszolga-katonák, akiket gyerekkoruktól kezdve harca neveltek Astapor városában. Híresek megtörhetetlen fegyelmükről és ügyességükről a csatatéren.
- Tizenhármak: Qarth városának egyik kereskedőcsoportja, akik folyamatosan versengenek a Turmalin Testvériséggel és a Fűszerkereskedők Ősi Rendjével.
- Lobogó Nélküli Testvériség: Vezetőjük Lord Beric Dondarrion, akit Eddard Stark, mint Segítő bízott meg hogy állítsák meg a Hegy fosztogatását, de miután a Segítőt árulás vádjával kivégezték maguk is törvényen kívülivé váltak. A birodalom belháborúja során egyik királyt sem támogatják, mint mondják ők a halott király, Robert emberei.
- A Királyi Testőrség: Hét lovagból álló testőrcsapat, mely a király és családja személyes védelméért felelnek. A lovagok hófehér palástot és páncélt hordanak, élethosszig tartó esküt tesznek. A királyi testőrség tagjai Robert Baratheon uralkodása alatt: Ser Barristan Selmy, a Királyi Testőrség Parancsnoka, Ser Jaime Lannister, Ser Boros Blount, Ser Meryn Trant, Ser Mandon Moore, Ser Preston Greenfield, Ser Arys Oakheart.
- A Mesterek: tudósok, gyógyítók és tanácsadók, legfőképp a Westeroson élő uralkodócsaládok szolgálatában állnak. A kiképzett mesterek fogadalmat tesznek, amelyben megtagadják eddigi családjukat és feltétel nélküli engedelmességet fogadnak annak a családnak, akit később szolgálni fognak. Jártasak a matematikában, a gyógyításban, az asztronómiában, valamint esetenként mágiával is foglalkoznak.

A Mások ábrázolása a Trónok harca című sorozatban

- Szabad városok: Kilenc nagy múltú, önálló városállam a Westerosszal szomszédos Essos kontinensén, amelyek mindegyike saját kultúrával és tradíciókkal bír. Közéjük tartozik Braavos, Pentos, Norvos, Qohor, Lorath, Tyrosh, Myr, Lys és Volantis.
- A dothrakiak: Lovas, nomád nép, vezetőjük a khal. A khalasar dothraki lovasok egy csoportja, mérete változó lehet. Városokat és falvakat rohannak le, fosztanak ki.
- A Mások: Északon élő mitikus lények. Westerosról elűzték őket Északra és megépítették a Falat, amelynek távol tartja őket a királyságtól.[2] A Falat az Éjjeli Őrség őrzi és védelmezi a birodalmat a vadakkal és a Másokkal szemben. A Mások magas, karcsú lények, vakító kék szemmel.
- A Vadak: A Falon túl élnek. Veszélyes, ellenséges vademberek, egymással is harcban álló népek.[2]
- Éjjeli Őrség: Az Éjjeli Őrség a Falat  és a Hét Királyságot védi. Tagjai fekete ruhát hordanak, és fogadalmat tesznek, amelyben lemondanak a gyermeknemzésről, birtokaikról, címeikről és anyagi javaikról és a továbbiakban csak a Fal védelméért élnek.[2]
- A Fal: 300 mérföld hosszú és 800 láb magas erődítmény a Hét Királyság északi határában, célja a birodalom védelme. A Falat az Éjjeli Őrség védi, központjuk a Fal árnyékában húzódó Fekete Vár. Összesen 19 vár épült a fal mentén, bár egyszerre soha nem voltak jelent 17-nél többen. Mára csak háromban: a Fekete Várban, az Árnyéktoronyban és a Tengermelléki Keleti Őrségben vannak fekete testvérek.[2]

## Vallás
A regényben felbukkanó szereplők különböző vallásokat gyakorolnak, ezek az alábbiak lehetnek:

### A Hét Hite
Westeros legelterjedtebb vallása, mely az andaloktól származik. Hitük szerint egy isten létezik, aki hét különböző alakban jelenik meg: az Atyaként, az Anyaként, a Kovácsként, a Harcosként, a Szűzként, a Vénasszonyként és az Idegenként. Mindegyikük az élet más-más területét szimbolizálja.
- Atya tiszteletreméltó bíró, mérleget tart a kezében, ezért komoly döntéseket kívánó helyzetekben szoktak hozzá imádkozni.
- Anya: az anyaság, a gyermeknevelés és a család védelmezője. Gyakran könyörögnek hozzá termékenységért, vagy a család békéjéért.
- Kovács: Ha valaki hosszú és nehéz munkához kezd, a Kovácshoz imádkozik, hogy adja meg neki a kellő kitartást és képességeket, hogy el tudja végezni a feladatát.
- Harcos: alapvetően a katonák és a hadakozással foglalkozók istene, győzelemért és dicsőségért imádkoznak hozzá.
- Szűz: a tisztaság és az ártatlanság védelmezője, főleg fiatal lányok imádkoznak.
- Vénasszony: lámpást fog és a bölcsességet jelképezi. Komoly sorsfordulókon imádkoznak hozzá, hogy adja meg a bölcsességet, amivel megfelelő döntést lehet hozni.
- Idegen: Nem és arc nélküli alak, a halál istenének tekinthető, így nem igen szoktak hozzá az oltáránál imádkozni.

A Hét Hitének kiterjedt az egyházszervezete és papi rendje, a papokat Septonnak, a papnőket Septának nevezik, ők vezetik a vallási ceremóniákat. Külön csoportot képeznek a Csendes Nővérek, akik a halottakat készítik elő a temetésekre, ő némasági fogadalom miatt nem beszélhetnek. Az egyházat a Fősepton vezeti, akit maguk közül választanak meg. A vallás központja Baelor Nagy Szentélye, mely Királyvárban található, itt székel a Fősepton.

### A Fény Ura
R’hllor, a Vörös Isten, a tűz istene, más néven a Fény Ura. Főként Essos kontinensén, a Szabad Városokban elterjedt az imádatára alapuló vallás, Westeroson csak kevesen hallottak róla. A Fény Urának szolgái a vörös papok és a vörös papnők, tűzbe nézve a Fény Ura látomásokat küld nekik, így segítve őket. R’hllornak gyakran szokta élő áldozatot bemutatni. R'hllor ellenséggel is bír aki a Másik, a Sötétség Ura, a Jég, akinek a nevét nem szabad kiejteni és akivel a háború dúl az idők hajnala óta. Másik gyermekei a Mások.
Westeros kontinensén Stannis Baratheon és felesége gyakorolják a Fény Ura vallását, Mellisandre vörös papnő Stannis állandó tanácsadója a történetben. Ezen kívül Beric Dondarrion seregében szolgáló Myri Thoros vörös pap is ehhez a rendhez tartozik.

### A Régi Istenek
A Régi Istenek névtelen természeti istenek, Északon követik főként e vallást. Régen ez volt Westeros általános vallása, de később a legtöbben áttértek a Hét Hitére. A vallásnak nincsenek konkrét szertartásai, előírásai és papjai. A hívők az istenerdőben álló fehér törzsű, vörös levelű varsafákhoz imádkoznak, melyekre legtöbbször egy-egy arcot is vésnek. A fákat szentnek tartják és a szertartásokat e fa közelében bonyolítják le.

### A Vízbefúlt Isten
A Vas-szigeteken imádkoznak a Vízbefúlt Istenhez, a Tenger Istenéhez.